# Vodouš štíhlý
Vodouš štíhlý (Tringa stagnatilis) je středně velký druh vodouše, bahňáka z čeledi slukovitých. Vypadá jako malý, jemně stavěný vodouš šedý, má však velmi dlouhé nohy a tenký rovný zobák. Ve svatebním šatu je svrchu šedohnědý, výrazně černě tečkovaný a proužkovaný; v prostém šatu je shora šedý, zespodu bílý, s tmavším ohbím křídla. Mladí ptáci mají úzké světlé lemy per hřbetu a křídel. Hnízdí v stepních nížinných mokřadech, táhne i přes východní Evropu na zimoviště v Africe, mimo to zimuje na Středním východě a v Indii.
V České republice protahuje zřejmě každoročně, po roce 1989 byl zaznamenán nejméně 14×.

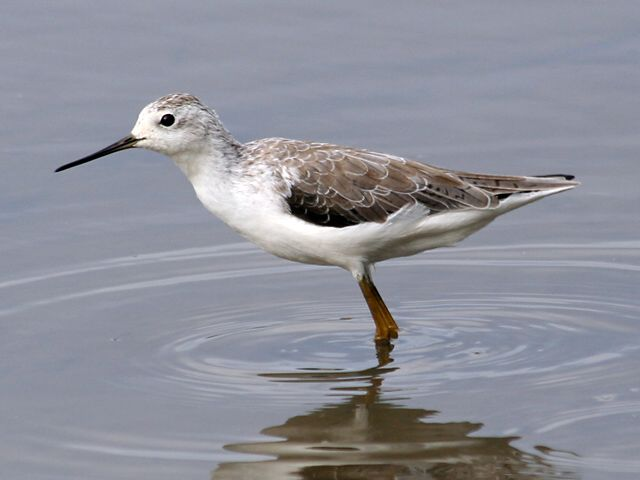
Vodouš štíhlý v prostém šatu
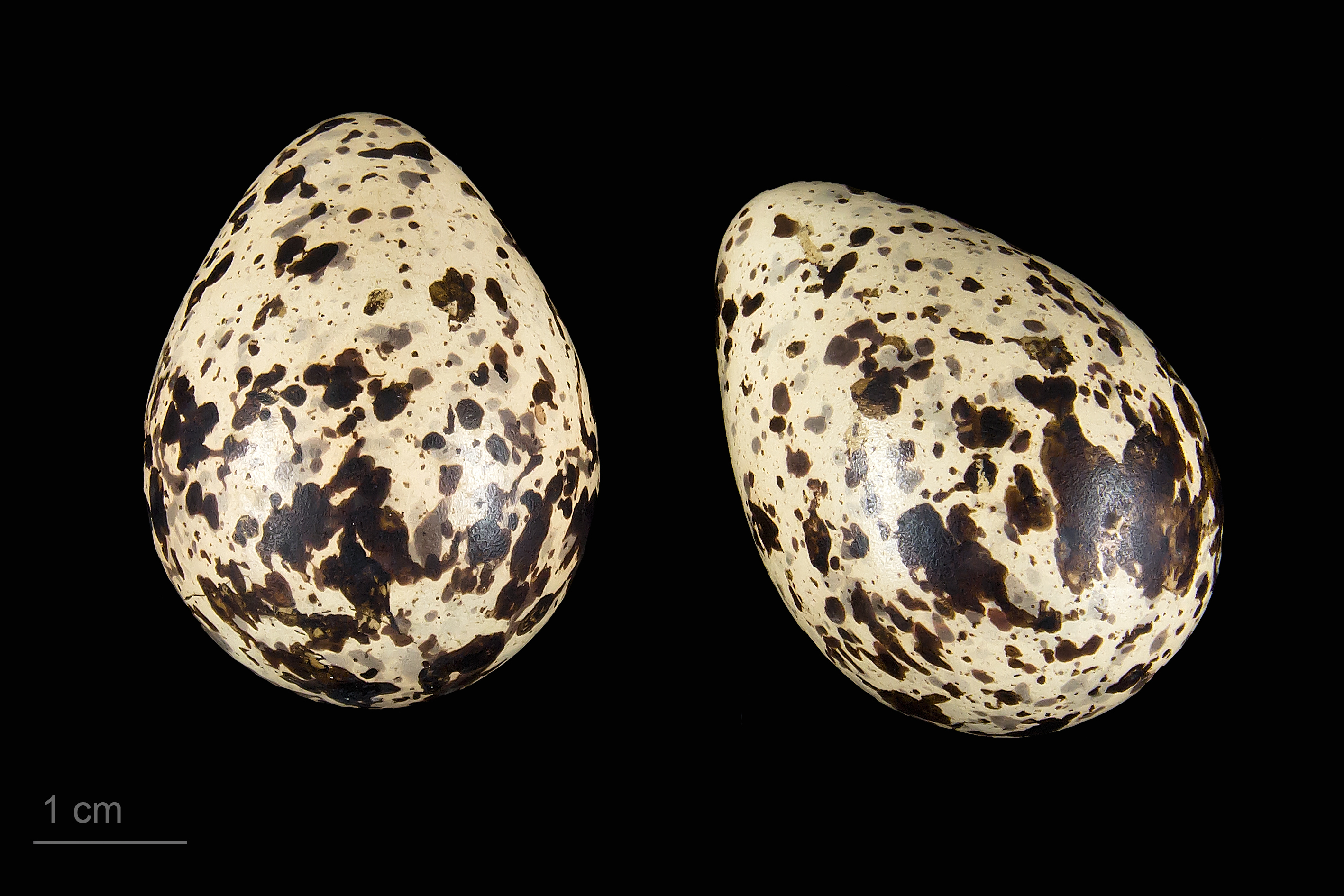
Vejce vodouše štíhlého (Tringa stagnatilis)